# Otto Knoop
Otto Hermann Samuel Knoop (ur. 20 kwietnia 1853 w Karzcinie, zm. 8 listopada 1931 w Stargardzie) – niemiecki profesor etnografii, folklorysta i badacz kultury Pomorza i Wielkopolski. Większość swojego życia poświęcił badaniu lokalnych tradycji, legend i bajek. Autor licznych prac w tejże tematyce (m.in.:Legendy pomorskie, Stargarder Sagen, Sagen und Erzählungen aus der Provinz Posen).
Studiował filologię, następnie pracował jako nauczyciel w gimnazjum w Rogoźnie. W 1885 osiadł na stałe w Poznaniu.

## Książki i publikacje
Wybrane książki i publikacje:
- Otto Knoop: Legendy pomorskie, przekład: Dariusz Kaczor, Izabela Kowalska. Wydawnictwo Region, 2009, 2013  ISBN 978-83-7591-314-9.
- Volkssagen, Erzählungen, Aberglauben, Gebräuche und Märchen aus dem östlichen Hinterpommern. Posen 1885.
- Plattdeutsches aus Hinterpommern : Sprüchwörter und Redensarten. Posen 1890.
- Plattdeutsches aus Hinterpommern : Fremdsprachliches im hinterpommerschen Platt, nebst einer Anzahl von Fischerausdrücken und Ekelnamen. Rogasen 1891.
- Allerhand Scherz, Neckereien, Reime und Erzählungen über pommersche Orte und ihre Bewohner. In: Baltische Studien, Bd. 41 (1891), s. 99-203.
- Schwank und Streich aus Pommern. 1894.
- Sagen und Erzählungen aus dem Kreise Kolberg-Körlin. mit Ferdinand Asmus 1898.
- Volkstümliches aus der Tierwelt. Rogasen 1905.
- Ostmärkische Sagen, Märchen und Erzählungen. Lissa i.P. 1909. Nachdruck Hildesheim [u. a.] : Olms, 1990,  ISBN 3-487-09248-4.
- Stargarder Sagen, Überlieferungen und Geschichten. Stargard i. P. 1924.
- Sagen aus dem Kr. Regenwalde. Labes 1924.
- Sagen aus dem Kr. Naugard. Stargard 1925.
- Sagen aus dem Kr. Lauenburg. Köslin 1925.
- Sagen aus dem Kr. Stolp. Stolp (Pom.) 1925.
- Sagen aus dem Kr. Dramburg. Köslin 1926.
- Sagen aus dem Kr. Rummelsburg. Köslin 1928.